# Trofeu Ciutat de Lleida
A Trofeu Ciutat de Lleida (spanyolul Trofeo Ciudad de Lérida) egy barátságos labdarúgókupa-sorozat, melyet először 1987-ben rendeztek meg, ezt követően 1990-től már folyamatosan.

## Az eddigi győztesek
| Év   | Győztes             | Második             | Eredmény             |
| ---- | ------------------- | ------------------- | -------------------- |
| 1987 | UE Lleida           | Pumas               | 2-2, tizenegyesekkel |
| 1990 | Peñarol             | UE Lleida           | 2-1                  |
| 1991 | Torpedo             | UE Lleida           | 2-1                  |
| 1992 | UE Lleida           | Atlético Mineiro    | 2-1                  |
| 1994 | UE Lleida           | Betis               | 2-1                  |
| 1995 | UE Lleida           | Bilbao              | 3-1                  |
| 1997 | UE Lleida           | Japán U21           | 3-0                  |
| 1998 | Barcelona           | UE Lleida           | 2-2, tizenegyesekkel |
| 1999 | PAÓK                | UE Lleida           | 5-2                  |
| 2000 | UE Lleida           | Fiorentina          | 2-1                  |
| 2001 | Espanyol            | UE Lleida           | 2-2, tizenegyesekkel |
| 2002 | Espanyol            | UE Lleida           | 2-0                  |
| 2003 | Nàstic              | UE Lleida           | 2-1                  |
| 2004 | UE Lleida           | Obilić              | 3-1                  |
| 2005 | Mallorca            | UE Lleida           | 3-0                  |
| 2006 | UE Lleida           | Castellón           | 1-1, tizenegyesekkel |
| 2007 | UE Lleida           | Lleida válogatottja | 1-0                  |
| 2008 | UE Lleida           | Lleida válogatottja | 3-1                  |
| 2009 | Lleida válogatottja | UE Lleida           | 1-1, tizenegyesekkel |